# محمود الحوت
محمود سليم الحوت (1916- 1989 م) هو شاعر ومؤلف فلسطيني، ولد في مدينة يافا الفلسطينية، درس في مدارسها عام 1933، ونال البكالوريوس في الأدب العربي عام 1937 من الجامعة الأمريكية في بيروت، وفي عام 1940 نال شهادة أستاذ في العلوم من الجامعة الأمريكية عن أطروحته "في طريق الميثولوجيا عند العرب" وتوفي في بيروت بعد صراع مع المرض.

## حياته العملية
بدأ حياته العملية في مدينة يافا في مجال الأعمال الحرة، وانتقل عام 1939 إلى بغداد حيث عمل مدرساً. عاد إلى فلسطين وعمل مساعداً لمراقب البرامج العربية والنشر في إذاعة القدس، ثم انتقل ليصبح مفتشاً لمعارف بلدية يافا، وأصبح لاحقاً مساعداً لمفتش اللواء الجنوبي في فلسطين بين عامي 1942 و1948. عقب النكبة سافر إلى العراق والتحق بسلك التعليم الجامعي في وظيفة أستاذ، وتنقل بين عدة كليات منها كلية بغداد العالية لمدة ثلاث سنوات. عاد بعدها إلى بيروت وعمل في الكلية الاستعدادية بالجامعة الأمريكية. كما عمل أستاذاً زائراً بجامعة تكساس الأمريكية حيث أنشأ دائرة للدراسات العربية الشرقية فيها، ثم عاد من جديد إلى بيروت محاضراً في علم النفس لطالبات مدرسة التمريض الوطنية، وعمل أستاذاً للأدب العربي في كلية المقاصد الخيرية. في عام 1963 عين مراقباً عاماً بالإذاعة الكويتية.

## مؤلفاته
قدم العديد من المؤلفات في مختلف المجالات الفكرية والادبية، وفي مجال الشعر نشر المهزلة العربية وملاحم عربية واللهب الكافر وصراخ الأرض وفي المسرح، كتب المسرحية الشعرية "الخنجر السحري". كما قدم عدة ترجمات قصصية خلال فترة الخمسينيات. أما في مجال الأعمال المتخصصة فأصدر كتاب في طريق الميثولوجيا عند العرب والثورة والأدب.